# Ady An
Audrey «Ady» An (chino tradicional: 安以軒; chino simplificado: 安以轩; n. 29 de septiembre de 1980) es una actriz y cantante taiwanesa nacida en la ciudad de Taipéi.

## Carrera
Saltó a la fama en 2004 gracias a su interpretación en el drama televisivo The Outsiders en el 2004, después de lo cual optó por desarrollar su carrera como actriz en la China continental. Desde entonces ha interpretado numerosos personajes en dramas chinos y taiwaneses como Chinese Paladin (2004), The Legend of Hero (2005), The Great Revival (2006), Fox Volant of the Snowy Mountain (2006) y Cowherd and Weaver Girl (2009).
En el 2009, fue elegida para interpretar a la princesa Zhao Min en la serie de televisión The Heaven Sword and Dragon Saber, que adaptaba la novela homónima de Louis Cha. Ese mismo año regresó a Taiwán, para interpretar a  Liang Mucheng junto con Vanness Wu en la serie Autumn's Concerto, que se convirtió en uno de los dramas televisivos más vistos de la televisión hasta la fecha.
En el 2011, fue emparejada con Du Chun para la serie Fight and Love with a Terracotta Warrior, ambientada en tres épocas diferentes.

## Filmografía

### Películas
| Año  | Título                                | Personaje            | Notas                                                                        |
| ---- | ------------------------------------- | -------------------- | ---------------------------------------------------------------------------- |
| 2003 | Fengcheng 風城                        |                      |                                                                              |
| 2003 | Wangwei Jichengren 王位继承人         | Ah Hua 阿华          |                                                                              |
| 2004 | Kung Fu Girls 空手道少女組            | Huang Yiyi 黄依依    |                                                                              |
| 2010 | Death and Glory in Changde 喋血孤城   | Wan Qing 婉清        | título alternativo en China: Changde Da Xuezhan, Weizhan (常德大血戰 、衛戰) |
| 2010 | If You Are the One 2 非誠勿擾2        | Xuan Xuan 轩轩       |                                                                              |
| 2011 | Case Sensitive 敏感事件               | Luo Xiaoni 罗小霓    |                                                                              |
| 2012 | Rhapsody of Marriage 結婚狂想曲       | Yue Lin 岳琳         |                                                                              |
| 2012 | Chrysanthemum to the Beast 给野兽献花 | Yoyo                 |                                                                              |
| 2013 | Saving General Yang 忠烈楊家將        | Princesa Chai 柴郡主 |                                                                              |
| 2013 | Control 控制                          | Mimi                 |                                                                              |
| 2014 | Mr. Lucky 好命先生                    | Qin Sisi 秦思思      |                                                                              |
| 2014 | One Day 有一天                        |                      |                                                                              |
| 2014 | Mystery                               |                      |                                                                              |
| 2015 | Spicy Hot in Love                     |                      |                                                                              |

### Televisión
| Año  | Título                                                  | Personaje                            | Notas                                                             |
| ---- | ------------------------------------------------------- | ------------------------------------ | ----------------------------------------------------------------- |
| 2001 | Marmalade Boy 橘子醬男孩                                |                                      | guest star                                                        |
| 2001 | Taiwan Lingyi Shijian 台灣靈異事件                      | Lin Ling                             |                                                                   |
| 2001 | Lanxing 藍星                                            | Sun Lanxing                          |                                                                   |
| 2001 | Mala Xianshi 麻辣鮮師                                   | Tang Keling                          |                                                                   |
| 2002 | Tianxia Wushuang 天下無雙                               |                                      | guest star                                                        |
| 2003 | The Outsiders 鬥魚                                      | Pei Yuyan                            |                                                                   |
| 2003 | Mala Gaoxiao Sheng 麻辣高校生                           | Ou Peiqi                             |                                                                   |
| 2003 | Wangpai Tianshi 王牌天使                                | Kang Jiarou                          |                                                                   |
| 2004 | Chinese Paladin 仙劍奇俠傳                              | Lin Yueru                            |                                                                   |
| 2004 | Blazing Courage 火線任務                                | Li Jiajia                            |                                                                   |
| 2004 | The Outsiders II 鬥魚2                                  | Pei Yuyan                            |                                                                   |
| 2004 | Single Dormitory 單身宿舍連環泡                         | Yu Ruoxue                            |                                                                   |
| 2004 | Zhuifeng Shaonian 追風少年                              | Coco Zhu Keli                        |                                                                   |
| 2005 | Dahan Tianzi 3 大漢天子三                               | Huo Qilian                           |                                                                   |
| 2005 | The Legend of Hero 中華英雄                             | Chen Jieyu                           |                                                                   |
| 2006 | New Breath of Love 愛情新呼吸                           | Fan Lisha                            |                                                                   |
| 2006 | Super Mates 超級男女                                    | Du Xiaofeng                          |                                                                   |
| 2006 | White Robe of Love 白袍之戀                             | Liu Yining                           |                                                                   |
| 2006 | Che Shen 車神                                           | Ouyang Qian                          | alternative Chinese title Jisu Ailian (極速愛戀)                  |
| 2006 | Fox Volant of the Snowy Mountain 雪山飛狐               | Miao Ruolan                          |                                                                   |
| 2006 | The Great Revival 臥薪嚐膽                              | Xishi                                |                                                                   |
| 2008 | Yunniang 芸娘                                           | Yun'er / Wei Yixian                  |                                                                   |
| 2008 | Love Tribulations 鎖清秋                                | Du Lanyan                            | alternative Chinese title Tiandi Burong (天地不容)                |
| 2009 | Autumn's Concerto 下一站，幸福                          | Liang Mucheng                        |                                                                   |
| 2009 | The Heaven Sword and Dragon Saber 倚天屠龍記            | Zhao Min                             |                                                                   |
| 2009 | Cowherd and Weaver Girl 牛郎织女                        | Weaver Girl                          |                                                                   |
| 2011 | Journey to the West 西遊記                              | White Bone Demoness                  |                                                                   |
| 2011 | All Men Are Brothers 水滸傳                             | Li Shishi                            |                                                                   |
| 2011 | Fight and Love with a Terracotta Warrior 古今大戰秦俑情 | Han Dong'er / Zhu Lili / Xu Xiaojing |                                                                   |
| 2012 | The Emperor's Harem 后宫                                | Shao Chunhua / Li Ziyun              | released                                                          |
| 2013 | The Princess 全民公主                                   | Zhou Xiaotong 周晓瞳                 |                                                                   |
| 2014 | Go, Single Lady 真爱遇到他                              | Wang Man Ling 王曼玲                 | drama with Mike He, alternative Taiwan title My Pig Lady 上流俗女 |
| 2016 | Demon Girl 半妖倾城                                     | Ying Die                             |                                                                   |

### Programas de variedades
| Año  | Programa   | Notas              |
| ---- | ---------- | ------------------ |
| 2016 | Happy Camp | invitada           |
| 2016 | Ace vs Ace | (ep. 6) - invitada |

## Discografía
- I'm a Libra / I'm (天平座) (2007)